# Gudrun Beckmann
Gudrun Beckmann (Düsseldorf, Alemania, 17 de agosto de 1955) es una nadadora alemana retirada especializada en pruebas de estilo libre y estilo espalda, donde consiguió ser medallista de bronce olímpica en 1972 en los 4 x 100 metros estilos.

## Carrera deportiva
En los Juegos Olímpicos de Múnich 1972 ganó la medalla de bronce en los 4 x 100 metros estilos (nadando el largo de espalda), con un tiempo de 4:26.46 segundos, tras Estados Unidos (oro) y Alemania Oriental (plata), siendo sus compañeras de equipo: Vreni Eberle, Silke Pielen y Heidemarie Reineck. También ganó la medalla de bronce en los relevos 4 x 100 metros libre.